# Революционная армия Республики Куба
Революционная армия Республики Куба (исп. Ejercito Revolucionario) — наиболее крупная составляющая Революционных вооружённых сил Республики Куба. Их устройство, состав, вооружение регулируются миссиями и задачами кубинской революционной армии.

## История
Создание революционной Повстанческой армии было начато в декабре 1956 года, когда группа кубинцев во главе с Ф. Кастро высадилась с яхты «Гранма» в провинции Орьенте и начала вооружённую борьбу против правительства Батисты. В 1959 году началось создание отрядов «милисианос». В сентябре 1960 года были созданы комитеты защиты революции.
- после победы кубинской революции США прекратили военно-техническое сотрудничество с новым кубинским правительством и стремились воспрепятствовать получению Кубой вооружения из других источников.
- 22 февраля 1959 года была отозвана военная миссия США (в состав которой входили не только военные советники, но и технические специалисты).
- США поставили перед странами-союзниками по блоку НАТО и Японией вопрос о «солидарных действиях в отношении Кубы», одним из которых являлось прекращение поставок на Кубу «стратегических материалов»[3]
- 4 марта 1960 года в порту Гаваны в результате срабатывания двух заложенных в трюме взрывных устройств был взорван французский корабль «Ла Кубр» («La Coubre»), прибывший с грузом бельгийского оружия общей массой около 30 тонн (за исключением нескольких ящиков с ручными гранатами, груз был полностью уничтожен). Результаты расследования показали, что организаторами взрыва являлись спецслужбы США[4][5].
- 24 августа 1960 года сенат США одобрил поправку к закону «Об иностранной помощи», которая устанавливала, что всякое государство, которое будет оказывать Кубе экономическую помощь или продавать ей оружие, лишится американской помощи[6].
- 3 сентября 1960 года США установили запрет на продажу Кубе грузовиков, джипов, запасных частей к ним, а также «других товаров, которые могут быть использованы в военных целях»[6].
- 10 октября 1960 года США установили полное эмбарго на поставки Кубе любых товаров (за исключением продуктов питания и медикаментов)[6].

Тем не менее в Италии удалось приобрести шесть 120-мм гаубиц и партию снарядов к ним.
Кроме того, в этот период на вооружение кубинских правительственных сил поступило некоторое количество трофейного вооружения, поставленного из-за рубежа боевикам контрреволюционных группировок.
- так, в результате операции кубинской контрразведки (имитировавшей «мятеж» в городе Тринидад) 11-13 августа 1959 года правительственными силами были захвачены четыре крупные партии оружия, боеприпасов и военного снаряжения (три — из Доминиканской республики и одна — от кубинских эмигрантов из США), и повреждённый самолёт C-46[8].
- 15 ноября 1959 года в Гаване была арестована группа из 8 «гусанос», у которых изъяли крупную партию взрывчатки, ввезённой из США[9];
- 24 ноября 1959 года в городе Артемиса (провинция Пинар-дель-Рио) были арестованы 37 «гусанос» и захвачена большая партия оружия, сброшенная для них с самолёта, прилетевшего из США[9].

Поставки продукции военного назначения и оказание технического содействия из СССР начались в 1960 году и осуществлялись до 1990 года.
16 апреля 1961 года, во время боёв в заливе Свиней, Ф. Кастро впервые сделал заявление о социалистическом характере кубинской революции, в дальнейшем Куба примкнула к блоку социалистических стран и начала перевооружение при помощи СССР. Создание кадровой армии началось в мае 1961 года.
В 1962 году на Кубе был открыт советский учебный центр, в котором началась подготовка кубинских военнослужащих. В 1962 году был введён «Боевой устав пехоты», а в феврале 1963 года — «Строевой устав», разработанные под руководством советских военных специалистов с учётом опыта подготовки вооружённых сил СССР и социалистических государств. Началось издание периодических изданий для военнослужащих: "El oficial", "Verde Olivo" и "Trabajo politico"
- в то же время, по программе обмена опытом, военнослужащие кубинских спецподразделений обучали сотрудников советских спецподразделений действиям в условиях тропических джунглей[14]

23 марта 1963 года в порту Матантас кубинскими войсками была уничтожена группа диверсантов (55 человек), предпринявшая попытку высадиться в порту.
В 1969 году вооружённые силы Кубы стали участником СКДА.
23 сентября 1970 года были образованы пограничные войска (TGF, Tropas Guardafronteras).
В октябре 1972 года на побережье Кубы в районе Баракоа попыталась высадиться ещё одна группа кубинских эмигрантов-"гусанос", но её участники были разоружены и взяты в плен военнослужащими кубинской армии.
К середине 1970-х годов вооружённые силы Кубы стали самыми боеспособными в Латинской Америке.
В 1980 году Куба заключила двусторонний договор о дружбе, сотрудничестве и военной помощи с ГДР, а в 1982 году — двусторонний договор о дружбе, сотрудничестве и военной помощи с Социалистической Республикой Вьетнам.
20 марта 1981 года в провинциях Кубы были созданы школы военной подготовки (Escuelas Provinciales de Preparación para la Defensa, EPPD).
Кроме того, в 1980-е годы Куба получила крупную партию автоматов Калашникова из КНДР.
В начале 1990-х гг. численность вооружённых сил была сокращена, значительная часть техники была законсервирована. Экономические проблемы страны заставили армию искать новые способы самофинансирования. В сжатые сроки на острове было создано значительное количество военных подсобных хозяйств для производства продуктов питания для войск. Кроме того, военнослужащие были привлечены к участию в иных формах хозяйственной деятельности (ремонтно-строительных, лесовосстановительных и др. работах).
С учётом изучения опыта операции против Ирака в декабре 1991 года, вторжения США на Гаити в 1994 году и войны НАТО против Югославии в 1999 году военно-политическое руководство Кубы поставило приоритетной целью проводимой в 1990-е-2000-е годы военной реформы предотвращение возможности успешного проведения против Кубы воздушной наступательной операции США с применением сил тактической авиации, крылатых ракет и БПЛА. На территории страны были построены десятки замаскированных укрытий для рассредоточенного хранения бронетехники, началось превращение стационарных систем ПВО в мобильные.
В период после декабря 1998 года более интенсивно начало развиваться кубино-венесуэльское сотрудничество, в том числе военное. В Венесуэлу прибыла военная миссия Кубы, которая размещается в форте Тиуна (недалеко от Каракаса).
В 2000 году Куба подписала соглашение о расширении военного сотрудничества с КНР.
В 2001—2002 гг. оружейным предприятием «Union de la Industria Militar» для кубинской армии была разработана 7,62-мм снайперская магазинная винтовка «Alejandro»
В 1998 году Куба начала программу по модернизации бронетехники, в ходе которой к 2006 году был завершён ряд самостоятельных проектов по модернизации танков, бронетранспортеров, систем ПВО и другой техники советского производства. Модернизация техники проводится на кубинских предприятиях и совмещается с капитальным ремонтом, позволяющим продлить срок службы танков и бронетранспортеров на 10-15 лет. В 2000-2014 годы в войска поступили:
- 300-350 модернизированных танков (поставленные в советское время Т-55 и Т-62, модернизированные до уровня Т-55М и Т-62М)[источник не указан 3317 дней]
- мобильные пусковые установки для зенитно-ракетных комплексов С-75 и С-125 на шасси танка Т-55[источник не указан 3317 дней]
- самоходные орудия Т-34-122 (122-мм гаубица Д-30 на шасси танка Т-34) и Т-34-130 (130-мм пушка М-46 на шасси танка Т-34)[27]
- артиллерийские ствольные системы калибра 122 и 130-мм на шасси грузовика КрАЗ-255Б[источник не указан 3317 дней]
- модернизированные бронетранспортёры БТР-60, оснащённые зенитными скорострельными установками или танковыми орудиями в бронированных башнях[28]
- самоходные миномёты БРДМ-2-120 (боевая разведывательная машина БРДМ-2, оснащённая 120-мм полковым миномётом образца 1955 года)[источник не указан 3317 дней]
- бронетранспортёры БТР-60, на которых установлена башня от боевой машины пехоты БМП-1[источник не указан 3317 дней].

По состоянию на начало 2005 года, Куба имела одну из самых эффективных систем гражданской обороны в Латинской Америке.
В начале августа 2006 года правительство Кубы начало кампанию по укреплению обороноспособности страны, модернизации армии и вооружения.
В 2007 году кубинцами был разработан лазерный целеуказатель VLMA для автомата АКМ.
В августе 2008 года, после визита на Кубу секретаря Совета безопасности РФ Н.П. Патрушева, было принято решение о восстановлении российско-кубинских связей. В сентябре 2009 года были подписаны кубино-российские соглашения, в соответствии с которыми началась подготовка кубинских военнослужащих в российских военно-учебных заведениях.
- в частности, кубинские курсанты обучаются в ОмТТИ[33]

В сентябре 2012 года министр обороны Кубы сообщил о том, что достигнуто соглашение о развитии кубинско-китайского военного сотрудничества.

## Военные командования
Командование революционной армии:
- Воздушная бригада, состоящая из 2 батальонов (в Гаване и её ближайших окрестностях)
- Артиллерийское подразделение (в Гаване и её окрестностях)
- Бригада ПВО
- Зенитный артиллерийский полк

Западная армия (развернутая в столице и провинциях Гавана и Пинар-дель-Рио)
- 1-й танковый учебный отдел
- 70-й механизированный отдел
- 78-я бронетанковая дивизия "Сангили спасает"
- 2-й (Пинар-дель-Рио) Армейский корпус:

- 24-я пехотная дивизия
- 27-я стрелковая дивизия
- 28-я стрелковая дивизия

Центральная армия (провинции Матансас, Вилла Клара, Сьенфуэгос и Санкти Спиритус)
- 81-я стрелковая дивизия
- 84-я стрелковая дивизия
- 86-я стрелковая дивизия
- 89-я стрелковая дивизия
- 12-й танковый полк / 1-я бронетанковая дивизия
- 242-й пехотный полк / 24-я пехотная дивизия

4-й Армейский корпус:
- 41-я стрелковая дивизия
- 43-я стрелковая дивизия
- 48-я стрелковая дивизия

Восточная армия (провинции Сантьяго-де-Куба, Гуантанамо, Гранма, Ольгин, Лас-Тунас, Камагуэй и Сьего-де-Авила)
- 3-я бронетанковая дивизия
- 6-я бронетанковая дивизия
- 9-я бронетанковая дивизия
- 31-я стрелковая дивизия
- 32-я стрелковая дивизия
- 38-я стрелковая дивизия
- 84-я стрелковая дивизия
- 90-я пехотная дивизия
- 95-я стрелковая дивизия
- 97-я пехотная дивизия

Пограничная бригада Гуантанамо:
- 123-я стрелковая дивизия / бывшая 12-я пехотная дивизия
- 281-й стрелковый полк / 28-я стрелковая дивизия

5-й Армейский корпус:
- 50-й механизированный отдел
- 52-я стрелковая дивизия
- 54-я стрелковая дивизия
- 56-я стрелковая дивизия
- 58-я стрелковая дивизия

6-й армейский корпус:
- 60-й механизированный отдел
- 63-я стрелковая дивизия
- 65-я стрелковая дивизия
- 69-я стрелковая дивизия

## Вооружение
Революционная армия имеет на вооружении танки, боевые машины пехоты, бронетранспортёры, артиллерию различной мощности и назначения, противотанковые ракетные комплексы, зенитные ракетные комплексы, средства управления, автоматическое стрелковое оружие. 
Часть данных о количестве взяты из IISS Military Balance 2023.
| Тип                               | Изображение | Производство | Назначение                                    | Количество                                             | Примечания                                                                                                |
| Танки                             | Танки       | Танки        | Танки                                         | Танки                                                  | Танки |
| --------------------------------- | ----------- | ------------ | --------------------------------------------- | ------------------------------------------------------ | --- |
| Т-62                              |             | СССР         | Основной боевой танк                          | 400                                                    | Всего с 1976 по 1986 годы поставлено 400 танков.                                                          |
| Т-55                              |             | СССР         | Средний танк                                  | 400                                                    | Всего с 1963 по 1975 годы поставлено 1300 танков. Ещё 25 в 1981 году.                                     |
| ПТ-76                             |             | СССР         | Плавающий легкий танк                         | неизвестное количество                                 | Всего с 1971 по 1973 годы поставлено 60 танков.                                                           |
| Боевые машины пехоты              |             |              |                                               |                                                        | |
| БМП-1                             |             | СССР         | Боевая машина пехоты                          | около 50                                               | Всего с 1981 по 1988 годы поставлено 80 БМП.                                                              |
| Бронетранспортёры                 |             |              |                                               |                                                        | |
| БРДМ-2                            |             | СССР         | Бронированная разведывательно-дозорная машина | Некоторая часть вероятно переделана в разведывательные | 40 единиц 9П133, поставлено из СССР в период с 1982 по 1984 годы                                          |
| БТР-40                            |             | СССР         | Бронетранспортёр                              | Сняты с вооружения                                     | Всего с 1961 по 1962 годы поставлено 100 БТР.                                                             |
| БТР-152                           |             | СССР         | Бронетранспортёр                              | 500                                                    | Всего с 1963 по 1964 годы поставлено 150 БТР.                                                             |
| БТР-50                            |             | СССР         | Бронетранспортёр                              | 500                                                    | Всего с 1961 по 1964 поставлено 200 БТР                                                                   |
| БТР-60ПБ                          |             | СССР         | Бронетранспортёр                              | 500                                                    | Всего с 1962 по 1964 годы поставлено 150 БТР.                                                             |
| CBAF-100                          |             | Куба         | Боевая бронированная машина                   | менее 150 вместе с БТР-60                              | Орудие Т-55 на шасси БТР-60                                                                               |
| CBAF-115                          |             | Куба         | Боевая бронированная машина                   | менее 150 вместе с БТР-60                              | Орудие Т-62 на модифицированном шасси БТР-60                                                              |
| CBI-73M                           |             | Куба         | Боевая бронированная машина                   | менее 150 вместе с БТР-60                              | Башня БМП-1 на шасси БТР-60. Не более 30                                                                  |
| БТР-70                            |             | СССР         | Бронетранспортёр                              | ~10                                                    | |
| Реактивные системы залпового огня |             |              |                                               |                                                        | |
| БМ-21 Град                        |             | СССР         | 122-мм РСЗО                                   | 145                                                    | |
| БМ-14                             |             | СССР         | 140-мм РСЗО                                   | 30                                                     | Всего с 1966 по 1967 годы поставлено 30 РСЗО.                                                             |
| Артиллерийские системы            |             |              |                                               |                                                        | |
| 2С3 Акация                        |             | СССР         | 152-мм САУ                                    | 200                                                    | |
| 2С1 Гвоздика                      |             | СССР         | 122-мм САУ                                    | 150                                                    | |
| Д-1                               |             | СССР         | 152-мм гаубица                                | некоторое количество                                   | Всего из СССР в 1985 году поставлено 50 гаубиц                                                            |
| МЛ-20                             |             | СССР         | 152-мм гаубица                                | не более 100                                           | Всего из СССР с 1961 по 1963 год поставлено 100 гаубиц                                                    |
| C-AP-T-152                        |             | Куба         | 152-мм САУ                                    | не более 100                                           | МЛ-20 на неизвестном гусеничном шасси                                                                     |
| М-46                              |             | СССР · Куба  | 130-мм пушка                                  | не более 197                                           | Всего 100 поставлено из СССР в 1975-1978 годах и 97 в 1985 году.                                          |
| C-AP-T-130                        |             | Куба         | 130-мм САУ                                    | не более 197                                           | М-46 на шасси Т-34-85                                                                                     |
| Jupiter I                         |             | Куба         | 130-мм САУ                                    | не более 197                                           | М-46 на шасси сильно модифицированного КрАЗ-255Б.                                                         |
| М-30                              |             | СССР         | 122-мм пушка                                  | Некоторое количество                                   | Всего 100 поставлено из СССР в 1961-1962 годах                                                            |
| А-19                              |             | СССР         | 122-мм пушка-гаубица                          | не более 100                                           | Всего 100 поставлено из СССР в 1961 году.Списаны.                                                         |
| Jupiter III                       |             | Куба         | 122-мм САУ                                    | не более 100                                           | А-19 на шасси сильно модифицированного КрАЗ-255Б.                                                         |
| Д-30                              |             | СССР · Куба  | 122-мм гаубица                                | не более 150                                           | |
| C-AP-T-122                        |             | Куба         | 122-мм САУ                                    | не более 150                                           | Д-30 на шасси Т-34-85. Вариант с рубкой из башни Т-34.                                                    |
| C-AP-T-122 II                     |             | Куба         | 122-мм САУ                                    | не более 150                                           | Д-30 на шасси Т-34-85. Вариант с новой рубкой.                                                            |
| Jupiter II                        |             | Куба         | 122-мм САУ                                    | не более 150                                           | Д-30 на шасси КрАЗ-255Б                                                                                   |
| C-AP-BMP-122                      |             | Куба         | 122-мм САУ                                    | не более 150                                           | Д-30 на шасси БМП-1.                                                                                      |
| C-AP-AT-BMP-100                   |             | Куба         | 100-мм ПТ САУ                                 | не более 100                                           | Д-10 на шасси БМП-1.                                                                                      |
| C-AP-BTR-100                      |             | Куба         | 100-мм САУ                                    | не более 100                                           | Д-10 на базе БТР-60.                                                                                      |
| Су-100                            |             | СССР         | 100-мм ПТ САУ                                 | не более 100                                           | Всего 100 поставлено из СССР в 1960-1963 годах. Списаны.                                                  |
| C-AP-MP-T-100                     |             | Куба         | 100-мм САУ                                    | не более 100                                           | КС-19 на базе Т-34-85.                                                                                    |
| ПМ-43                             |             | СССР         | 120-мм миномет                                | 1000                                                   | 100 штук поставлено из СССР с 1962 по 1965 годы.                                                          |
| M-AP-CBE-120                      |             | Куба         | самоходный 120-мм миномёт                     | 1000                                                   | 100 штук поставлено из СССР с 1962 по 1965 годы.                                                          |
| ПМ-38                             |             | СССР         | 120-мм миномёт                                | 1000                                                   | |
| М-41                              |             | СССР         | 82-мм миномёт                                 | 1000                                                   | |
| М-43                              |             | СССР         | 82-мм миномёт                                 | 1000                                                   | |
| Противотанковые комплексы         |             |              |                                               |                                                        | |
| Малютка                           |             | СССР         | ПТРК                                          | менее 40                                               | 40 единиц 9П133 и 2000 ПТУР к ним поставлено из СССР в период с 1981 по 1984 годы                         |
| Шмель                             |             | СССР         | ПТРК                                          | некоторое количество                                   | В 1962 году из СССР поставлено 250 ПТУР«Шмель»                                                            |
| Тактические ракетные комплексы    |             |              |                                               |                                                        | |
| Луна-М                            |             | СССР         | Тактическая ракета                            | списаны                                                | Всего из СССР в 1985 году поставлено 7 ПУ.                                                                |
| Средства ПВО                      |             |              |                                               |                                                        | |
| ЗСУ-23-4                          |             | СССР         | Зенитная самоходная установка                 | не более 50                                            | Всего из СССР в 1975-1977 годах поставлено 50 ЗСУ.                                                        |
| ЗСУ-57-2                          |             | СССР         | Зенитная самоходная установка                 | не более 25                                            | Всего из СССР в 1963 году поставлено 25 ЗСУ.                                                              |
| С-75                              |             | СССР         | ЗРК                                           | не более 24 ПУ (4 дивизиона)                           | Всего из СССР в 1961-1962 годах поставлено 24 ПУ и 1000 ракет В-750. Некоторые установлены на шасси Т-55. |
| С-125                             |             | СССР         | ЗРК                                           | не более 12 ПУ (3 дивизиона)                           | Всего из СССР в 1977-1978 годах поставлено 12 ПУ. Некоторые установлены на шасси Т-55.                    |
| Куб                               |             | СССР         | самоходный ЗРК                                | не более 3 ПУ (1 дивизион)                             | Всего из СССР в 1982-1983 годах поставлено 3 ПУ и 200 ракет 3М9.                                          |
| Оса                               |             | СССР         | самоходный ЗРК                                | Не более 10 ПУ                                         | Всего из СССР в 1981-1984 годах поставлено 60 ракет 9М33, что равняется полному боезапасу 10 ПУ.          |
| Стрела-10                         |             | СССР         | самоходный ЗРК                                | Не более 40 ПУ                                         | Всего из СССР в 1985-1986 годах поставлено 40 ПУ и 1000 ракет 9М37.                                       |